# Bur Beruwang Suluh
Bur Beruwang Suluh är ett berg i Indonesien.   Det ligger i provinsen Aceh, i den västra delen av landet, 1 500 km nordväst om huvudstaden Jakarta. Toppen på Bur Beruwang Suluh är 2 202 meter över havet.
Terrängen runt Bur Beruwang Suluh är bergig åt sydväst, men åt nordost är den kuperad.Runt Bur Beruwang Suluh är det glesbefolkat, med 12 invånare per kvadratkilometer. I omgivningarna runt Bur Beruwang Suluh växer i huvudsak städsegrön lövskog.